# Melezio I Pegas
Melezio I Pegas (in greco Μελέτιος Πηγάς?; Candia, 1549 – Alessandria d'Egitto, 12 settembre 1601) è stato un arcivescovo ortodosso greco, patriarca ortodosso di Alessandria dal 5 agosto 1590 fino alla sua morte e patriarca ecumenico di Costantinopoli dal marzo 1597 al marzo/aprile 1598. La Chiesa ortodossa lo venera come santo e lo ricorda il 13 settembre.

## Biografia
Melezio nacque nel 1549 a Candia, nell'isola di Creta, all'epoca capitale del ducato veneziano di Candia e studiò filologia, filosofia e medicina a Padova. Divenne protosincello del Patriarca di Alessandria Silvestro, alla cui morte succedette il 5 agosto 1590.
Anche se sosteneva la dottrina della transustanziazione, era un feroce oppositore della Chiesa cattolica e cercò di favorire l'unione tra la Chiesa ortodossa e la Chiesa copta. Nel 1593 partecipò a un sinodo a Costantinopoli che confermò l'istituzione del Patriarcato di Mosca.
Senza dimettersi come patriarca di Alessandria, resse l'ufficio di patriarca ecumenico di Costantinopoli tra il dicembre 1596 e il febbraio 1597, e fu patriarca dalla fine di marzo 1597 fino a marzo/aprile 1598, quando si dimise per continuare a occuparsi solamente del soglio egiziano.
Morì ad Alessandria il 12 settembre 1601.